# Н
Н, н е буква от кирилицата. Обозначава венечната носова съгласна /n/ и изглежда точно като латинската главна буква H.

## Използвайте
Главната буква "N" е символът за нютон (силови единици в SI).
```
Малката буква "n" е съкращение за префикса нано-слот (например: nV - нановолт, 10-9 волта).

Буквата "H" е един от символите на движението на поддръжниците на руския опозиционен политик 
Алексей Навални
.
```